# حاتزاری
حاتزاری (به لاتین: Hathazari) یک منطقهٔ مسکونی در بنگلادش است که در ناحیه چیتاگونگ واقع شده‌است. حاتزاری ۲۵۱٫۲۸ کیلومتر مربع مساحت و ۴۳۱٬۷۴۸ نفر جمعیت دارد.